# North York (Ontario)
North York es uno de los seis distritos administrativos de Toronto, Ontario, Canadá. Se encuentra directamente al norte de York, el Viejo Toronto y de East York, entre Etobicoke y Scarborough. Según el censo de 2016, tenía una población de 869,401 habitantes.
North York se creó como un municipio en 1922 en la parte norte del antiguo municipio de York, un municipio que estaba ubicado a lo largo de la frontera occidental del Viejo Toronto. Tras su inclusión en el área metropolitana de Toronto en 1953, fue una de las partes de la región de más rápido crecimiento debido a su proximidad al Viejo Toronto. Fue declarado municipio en 1967 y luego se convirtió en ciudad en 1979, atrayendo residencias de alta densidad, tránsito rápido y varias sedes corporativas en el North York City Center, su principal distrito comercial. 
En 1998, North York se fusionó con el resto del área metropolitana de Toronto para formar la nueva ciudad de Toronto y desde entonces ha sido un centro económico secundario de la ciudad en las afueras del centro de Toronto.